# Prebivalstvo Afrike
Za prebivalstvo Afrike je značilna visoka rodnost (720.000.000 - demografska eksplozija), umrljivost pa zaradi izboljšanih zdravstvenih razmer čedalje manjša. Razlika med rojenimi in umrlimi (naravni prirastek), je med največjimi na svetu. Število ljudi se hitro veča, največ je otrok. V Afriki živi okoli 800 milijonov prebivalcev, kar predstavlja eno sedmino človeškega prebivalstva in jo uvršča na 2. mesto takoj za Azijo.

## Poselitev
Gostota poselitve je odvisna od naravnih razmer. Te so v Afriki zelo raznovrstne. Za poselitev niso primerne vse površine. Tam, kjer so razmere ugodne, je gostota nadpovprečno velika. Gosto so poseljene priobalne ravnine in planote na večjih nadmorskih višinah. Zelo gosto poseljeni sta obala Gvinejskega zaliva in dolina ob spodnjem Nilu. Zaradi nižjih temperatur sta ugodnejši za poselitev tudi Vzhodna in Južna Afrika. V Severni Afriki so se ljudje naselili večinoma le ob Sredozemskem morju in ob vznožju gorovja Atlas. Na splošno je najgosteje poseljen savanski pas, kjer so zaradi ugodnega podnebja dobre možnosti za kmetijstvo, kar nekaj pa je tudi rudnih nahajališč.
Najredkeje so poseljene puščave. Tam živijo stalni prebivalci le v oazah, nekakšnih »otokih« zelenja sredi puščave, ki nastanejo ob vodnih virih. V naseljih v oazah živi več sto, lahko pa tudi več tisoč stalnih prebivalcev.
Redko poseljeno je tudi območje tropskega deževnega pragozda. Gostota poselitve pa ni odvisna le od podnebnih razmer in možnosti za kmetijstvo, ampak tudi zgodovinskih in družbenih dejavnikov.

## Problemi
Problemi prebivalstva so: pogosta lakota, bolezni (malarija, spalna bolezen, rumena mrzlica, aids), nizka izobrazbena struktura.

## Rase
Čeprav Afriki pravimo tudi »črna celina«, tu ne živijo samo črnci. Ljudstva so se že v preteklosti selila in mešala, zato tu živijo tudi belci in številni mešanci. Na severu so Arabci, ki so izgnali iz Sahare v območje Atlasa Berbere (črnce). Južno od Sahare živijo večinoma črnci. Delimo jih na sudanske in Bantujce črnce. Belci živijo poleg črncev tudi v Južni Afriki.
V Afriki živijo tudi pripadniki rasnih drobcev, ki jih ne moremo uvrstiti v nobeno od velikih rasnih skupin. Sem spadajo Bušmani ali Grmičarji in Hotentoti, ki živijo na območju polpuščave Kalahari, ter Pigmejci iz Kongove kotline. Pigmejci so zelo majhni, v višino merijo le do 150 cm. Pripadniki teh ljudstev so se do nedavnega ukvarjali le z lovom, nabiranjem plodov ali pastirstvom.
Iz kolonialnega obdobja so se ponekod ohranili belci (Angleži, Francozi,Nizozemci ali Buri; Indijci), veliko je tudi mešancev - mulatov.

## Jeziki
Razširjenost različnih jezikov je posledica dogajanj v preteklosti. Severno Afriko so poselili Arabci in tja prinesli svoj jezik in pisavo. Na jugu Afrike se je naselilo tudi precej Evropejcev. Na večini afriškega ozemlja živijo črnska ljudstva. Govorijo veliko, med seboj zelo različnih jezikov, ki jih delimo na sudanske in bantujske jezike. Prve govorijo bolj na severu, druge pa bolj na jugu.
Evropski kolonialni gospodarji se pri risanju meja svojih kolonij niso ozirali na jezikovne meje med različnimi afriškimi ljudstvi. Ko so kolonije postale samostojne, so se ta različna ljudstva, pomešana med seboj, znašla v različnih novih državah. Plemenska nasprotja med njimi se od časa do časa sprevržejo v spopade. To ima za posledico številne begunce.
Ker domačini znotraj iste države pogosto govorijo več popolnoma različnih jezikov, se med seboj praviloma sporazumevajo kar v jeziku nekdanjih kolonialnih gospodarjev - angleščini ali francoščini.